# Kamsarmax
Kamsarmax ist eine Größenangabe für Schiffe. Sie bezeichnet die größten Schiffe, die eben noch das Bauxit-Terminal von Kamsar im afrikanischen Guinea anlaufen können. Sie sind 229 m lang und haben bei ansonsten ähnlichen Abmessungen wie Panamax-Schiffe eine Tragfähigkeit von circa 82.000 Tonnen.